# 김승학
김승학(金承學, 1881년 7월 12일 ~ 1965년 12월 17일)은 한국의 교육자, 군인, 독립 운동가이다. 아호는 희산(希山)이며, 김탁(金鐸)이라는 이름도 사용했다. 8·15 광복 이후 친일파 명단 작성과, 정부수립 직후 건국 유공자 심사를 주관하였다. 본관은 배천 김씨이다.

## 생애
평안북도 의주 출생이다. 1905년 한성고등사범학교를 졸업하고 의주에서 교사로 근무하던 중, 1907년 한일신협약이 체결되자 이를 반대하는 대중 연설을 하다가 구금되면서 독립 운동에 뛰어들었다.

### 항일독립투쟁
1910년 한일 병합 조약이 체결되고 많은 지사들이 해외 망명을 꾀할 때 그도 만주로 이동하여 무장 투쟁에 가담하였다. 1919년 3·1 운동으로 의병 단체의 통합 움직임이 일어났을 때에는 대한독립단(도총재 박장호) 조직에 참여했고, 상하이의 대한민국 임시정부와 연계를 갖게 되었다.
구 의병 출신의 유생들이 중심이 된 의민부와 민국독립단에 참가했으며, 광복군사령부(사령장 조맹선)의 간부를 맡아 만주 지역에서 활동하다가 1921년 상하이로 건너가서 임시정부 기관지인 독립신문 발간 작업을 맡았다.
1927년 3월에는 임시정부의 참의부 참의장을 맡았고, 한국독립당(위원장 홍진)에도 참여했다. 이 때문에 만주에서 일본 경찰에게 체포되어 평양형무소 등에서 5년여의 옥고를 치렀으나, 출옥 후에도 굽히지 않고 다시 중국으로 이동하여 임시정부와 광복군에서 활동했다.

### 광복 후
1945년말 김구가 모스크바 3상회담에 반발, 강력한 반탁운동을 추진하자 12월 30일 결성된 신탁통치반대 국민총동원위원회 위원이 되었다.
1945년 11월 23일에는 《독립신문》을 속간하고, 발행인으로 참여하였다.
1947년 9월 5일 이승만을 임시정부 주석, 김구를 부주석으로 추대하고 임시정부 국무위원을 새로 보선할 때 김성수와 함께 대한민국 임시정부 국무위원에 선임되었다.
건국 유공자 심사를 맡았던 그가 작성한 독립 운동 자료는 그동안 이 분야에서 중요한 사료로 취급되어 왔으며, 1948년 육필 원고로 작성한 〈친일파 군상〉이라는 제목의 친일 인물 명단과 반민특위 재판관, 검찰관 예상 명단이 발견되어 2001년 공개된 바 있다.
1962년에 건국훈장 독립장을 받았다. 1963년 독립운동가 공적 심사에 오광선과 함께 참여하기도 하였다. 그의 영향으로 많은 수의 독립운동가가 서훈을 받기도 하였다. 1964년 12월 17일 숨을 거두었다.

## 독립운동사 편찬 의지와 《한국독립사》
- 후손의 증언(김병기)에 따르면 광복 이전에도 독립운동사 편찬을 위한 각종 사료를 많이 수집했었다고 한다. 이로 인해 일제에 여러 차례 체포되기도 하고, 그 과정에서 사료의 분실도 이루어졌다. 광복 이후에 고향인 신의주에서 독립운동사 편찬을 위해 사무소를 마련하면서 다시 독립운동 사료를 모으기 시작하였다. 이러한 활동은 서울로 내려온 후에도 이어졌으며, 6.25전쟁이 일어난 후 부산으로 피난을 가면서도 수집한 사료를 가지고 갈 정도였다고 한다.
- 1953년 1월 부산에서 애국동지원호회를 기반으로 한국독립운동사편찬위원회를 다시 만들고, 위원장으로 활동하며, 1년 뒤인 1954년 11월께 초고 교정본을 완성하였다. 이 원고는 이후 1956년 2월 5일 애국동지원호회(회장 문일민)에서 《한국독립운동사》로 간행되었는데, 정작 편찬을 주도했던 김승학은 참여하지 못하였으며, 간행본과 초고본이 상당 부분 수정되었다고 한다. 김승학은 서거 직전까지 집필하였던 《한국독립사》에서 《한국독립운동사》가 자신의 뜻과 상충된 점이 많고 동의없이 발간되었다고 언급하면서 이러한 상황을 비판하였다.
- 이후에도 그는 독립운동사 편찬 의지를 굽히지 않았다. 특히 당시 생존했던 여러 독립운동가들로부터 사진과 함께 자필 이력서를 많이 받았다고 한다. 이를 바탕으로 1963년 독립운동가 공적심사에 참여할 수 있었고, 많은 수의 독립운동가가 그의 자료로 인해 서훈받을 수 있었다.
- 독립운동사 집필 관련 자료와 여러 자필 이력서를 바탕으로 1964년 저서이자 유고집이 된 《한국독립사》를 간행하였다. 하지만 김승학은 이 책의 발간을 보지 못하고 숨을 거두었다.

## 같이 보기
- 참의부
- 대한민국 임시정부
- 김승학의 친일파 명단
- 장기초
- 채찬

## 참고자료
- 대한민국 국가보훈처, 이 달의 독립 운동가 상세자료 - 김승학, 2001년
- 오대록, 해방 후 《독립신문》의 속간과 성격, 《한국근현대사연구》 71, 2014.12